# NGC 4310
NGC 4310 = NGC 4338 ist eine Balken-Spiralgalaxie vom Hubble-Typ SBa im Sternbild Haar der Berenike am Nordsternhimmel. Sie ist schätzungsweise 41 Millionen Lichtjahre von der Milchstraße entfernt und hat einen Durchmesser von etwa 25.000 Lichtjahren. Gemeinsam mit 18 weiteren Galaxien bildet sie die	NGC 4274-Gruppe (LGG 279).

Im selben Himmelsareal befinden sich u. a. die Galaxien NGC 4283, NGC 4286, IC 3222, IC 3247.
Das Objekt wurde am wurde am 11. April 1785 vom britischen Astronomen John Herschel entdeckt.